# ماوريسيو دي ماريا إي كامبوس
ماوريسيو دي ماريا كامبوس (بالإسبانية: Mauricio de Maria y Campos)‏(13 أكتوبر 1943 - 24 مايو 2021)،  هو دبلوماسي مكسيكي شغل منصب مدير عام لمنظمة الأمم المتحدة للتنمية الصناعية (اليونيدو) وسفيرًا سابقًا للمكسيك لدى جنوب أفريقيا.